# Ферран, Паскаль
Паскаль Ферран (фр. Pascale Ferran; род. 17 апреля 1960, Париж, Франция) — французский кинорежиссёр, сценарист.

## Биография
Паскаль Ферран родилась в Париже 17 апреля 1960 года. В 1983 году окончила IDHEC. В 1983—1900 годах работала на телевидении. В 1994 году поставила по собственному сценарию первый полнометражный игровой фильм «Мелкие сделки с мертвецами», который получил одобрительные отзывы критиков и был отмечен премией «Золотая камера» на Каннском кинофестивале в 1994 году.
В 2007 году картина Паскаль Ферран «Леди Чаттерлей», поставленная по роману Дэвида Герберта Лоуренса «Любовник леди Чаттерлей» получила пять наград премии «Сезар», в том числе как Лучший фильм, за лучшую операторскую работу и лучший адаптированный сценарий.

## Избранная фильмография
Режиссёр
- 1990: Поцелуй / Le baiser — короткометражный
- 1994: Мелкие сделки с мертвецами / Petits arrangements avec les morts
- 1995: Возраст возможностей / L'âge des possibles
- 2006: Леди Чаттерлей / Lady Chatterley
- 2014: Люди и птицы / Bird People

## Награды и номинации
| Год                              | Категория                                                               | Номинант                   | Результат |
| -------------------------------- | ----------------------------------------------------------------------- | -------------------------- | --------- |
| Каннский кинофестиваль           |                                                                         |                            |           |
| 1990                             | Золотая пальмовая ветвь за лучший короткометражный фильм                | Поцелуй                    | Номинация |
| 1994                             | Приз «Золотая камера»                                                   | Мелкие сделки с мертвецами | Победа    |
| Венецианский кинофестиваль       |                                                                         |                            |           |
| 1996                             | Приз ФИПРЕССИ                                                           | Возраст возможностей       | Победа    |
| Сезар                            |                                                                         |                            |           |
| 1995                             | Лучший дебютный фильм                                                   | Мелкие сделки с мертвецами | Номинация |
| 2007                             | Лучший фильм                                                            | Леди Чаттерлей             | Победа    |
| 2007                             | Лучший адаптированный сценарий (вместе с Роже Бобо и Пьером Трівідіком) | Леди Чаттерлей             | Победа    |
| 2007                             | Лучшая режиссёрская работа                                              | Леди Чаттерлей             | Номинация |
| Премия Люмьер                    |                                                                         |                            |           |
| 2007                             | Лучший режиссёр                                                         | Леди Чаттерлей             | Победа    |
| Золотая звезда французского кино |                                                                         |                            |           |
| 2007                             | Лучший фильм                                                            | Леди Чаттерлей             | Победа    |
| Приз Луи Деллюка                 |                                                                         |                            |           |
| 2006                             | Лучший фильм                                                            | Леди Чаттерлей             | Победа    |
| 2004                             | Лучший фильм                                                            | Люди и птицы               | Номинация |